# Diogo Vasconcelos
Diogo Alves de Sousa de Vasconcelos GCIH (6 de maio de 1968 — Londres, 8 de julho de 2011) foi um político e empreendedor português, tendo estado envolvido no sector dos media, ambiente e tecnologias de informação.
Nos últimos anos focou o seu trabalho na inovação e no papel da fibra óptica e como a banda larga poderia ser crucial para a resposta aos problemas sociais das próximas gerações. No decorrer das suas funções como director na Cisco Systems abordou áreas tão diversas como alterações climáticas, planeamento urbano, globalização, população sénior, crescimento sustentável, democracia e participação cívica, tendo colaborado com entidades tão diversas como vários Governos na Europa e Médio Oriente, a Comissão Europeia, o UN’s High Commissioner for the Alliance of Civilizations e o European Investment Bank, ou a OECD, entre outros.
Foi vice-presidente do PSD e diretor da Cisco Systems em Londres. Foi também fundador da Federação Académica do Porto (FAP) e seu primeiro presidente. Foi fundador da UMIC e consultor do Presidente da República e da Comissão Europeia.
Morreu vítima de septicémia, em Londres, a 8 de Julho de 2011.

## Início de Carreira
Era licenciado em Direito, com pós-graduações em Direito da Comunicação, Gestão e Ciências Políticas.
Ainda estudante, foi co-organizador da Operação Lusitania Expresso uma iniciativa para a paz em Timor-Leste que decorreu em 1995. 
No decorrer da sua actividade académica, foi o fundador e primeiro presidente da FAP - Federação Académica do Porto tendo sido reeleito duas vezes.
Foi também fundador do NJAP - Núcleo de Jornalismo Académico do Porto, uma Associação Juvenil fundada em 1987, que edita desde então o Jornal Universitário do Porto - jornal universitário mais antigo de Portugal.
A nível empresarial, foi sócio e fundador de um grupo empresarial Grupo Forum na área dos media e multimedia, tendo publicado algumas das primeiras revistas existentes em Portugal na área do empreendedorismo (Ideias e Negócios), Internet (cyber.net) e ambiente (Forum Ambiente), entre outras.
Foi vice-presidente da Associação Nacional de Jovens Empresários ANJE, (www.anje.pt) entre 1996 e 2002, tendo sido responsável pelo projecto da Academia dos Empreendedores. 

## Atividade política
Esteve ligado à política desde cedo mas a sua participação pública iniciou-se com as eleições legislativas de 2002, em que foi eleito deputado pelo Porto nas listas do PSD Partido Social Democrata sendo o seu porta-voz para as áreas da Inovação e Sociedade de Informação.
Em 2003 foi nomeado como presidente da Unidade de Missão Inovação e Conhecimento (UMIC), entidade a que presidiu até Setembro de 2005. Esta estrutura foi responsável pela criação de vários projectos emblemáticos a nível de sociedade de informação, como a Biblioteca do Conhecimento Online (bOn) como a Iniciativa Nacional de Banda Larga ou o Portal do Cidadão. Era a unidade responsável pelas políticas governamentais para a Sociedade de Informação, estando na dependência directa da Presidência do Conselho de Ministros e do Primeiro Ministro da altura, José Manuel Durão Barroso (Jose Manuel Barroso, tendo como responsáveis José Luis Arnaut e mais tarde, na sequência da escolha de Pedro Santana Lopes para Primeiro Ministro, Morais Sarmento.
Foi, em 2005, o responsável pela campanha digital da candidatura de Cavaco Silva à Presidência, tendo sido nomeado, na sequência da vitória, como Consultor para a Economia do Conhecimento da Presidência, tendo continuado a gerir a equipa que mantinha a agenda digital da Presidência.

## Actividade Profissional e Social
De Fevereiro de 2007 e até à sua morte, esteve na CISCO como Senior Director e Distinguished Fellow da unidade  Internet Business Solutions Group (IBSG), uma estrutura de estratégia e inovação dentro da multinacional norte-americana.
Desde 2009 e foi também o presidente do «Dialogue Café Association». www.dialoguecafe.org, uma ONG que pretendia fomentar, através de tecnologias de video conferência, o diálogo entre os povos de forma a que pessoas de todo o mundo convivessem, aprendessem e aprendessem projectos comuns de desenvolvimento.
Desde Julho de 2007 e até à sua morte foi, igualmente, o presidente do «SIX - SocialInnovation eXchange». www.socialinnovationexchange.org, uma rede de ONG, empresas multinacionais, entidades públicas de vários países  e universidades imbuídas do espirito de melhorar o mundo e os métodos para conseguirmos soluções melhores para problemas globais como o envelhecimento, as alterações climáticas, os serviços públicos e a saúde, temas que lhe eram caros. 
Foi, no decurso da sua actividade, e de Maio de 2008 a Março de 2011, Presidente da APDC «APDC - Associação Portuguesa para o Desenvolvimento das Comunicações». www.apdc.pt. Consultado em 23 de julho de 2012. Arquivado do original em 1 de fevereiro de 2012, a estrutura que reúne a indústria das telecomunicações e sociedade de informação e conhecimento em Portugal, criada em 1984.  «Ligação com o resumo do seu mandato.». www.apdc.pt
Em 2009 foi eleito membro do Conselho de Administração da DigitalEurope o lobbie da indústria digital na Europa.

## Prémios
A 30 de janeiro de 2006, recebeu, das mãos do Presidente da República Jorge Sampaio, o grau de Grande-Oficial da Ordem do Infante D. Henrique. A 8 de junho de 2012, foi elevado, a título póstumo, ao grau de Grã-Cruz da mesma ordem.

## Outras atividades
Integrou o "Business Panel" da União Europeia sobre «Future EU Innovation Policy» (PDF). Consultado em 23 de julho de 2012. Arquivado do original Verifique valor |url= (ajuda) (PDF) em 5 de setembro de 2012 , criado pela Comissão Europeia em Janeiro de 2009 que defendeu uma alteração radical das políticas europeias na área da Inovação. Em consequência do relatório deste grupo, ele foi convidado mais tarde pela Comissária Europeia para Investigação, Inovação e Ciência, Máire Geoghegan-Quinn para ser membro do painel de alto nível ("High Level Panel on Measurement of Innovation") para as métricas e análise da Inovação, aconselhando a Comissão sobre temáticas ligadas à inovação e criando indicadores de referências que apoiaram a estratégia para Europa 2020. Também devido ao trabalho efectuado no painel, esteve envolvido na organização do "Informal Panel on EU Innovation" que desenvolveu e apresentou um conjunto de propostas, ideias e recomendações de como implementar uma Iniciativa Europeia para a Inovação.
Colaborou com o European Investment Bank e o OCDE nas temáticas da inovação e uso da tecnologia para a inovação.
Esteve igualmente envolvido em iniciativas no Líbano e na Palestina sobre as suas temáticas de sempre: inovação, banda larga, tecnologias de informação e o seu aproveitamento para o crescimento da economia. 
Ele foi membro do grupo ligada às indústrias de tecnologias de informação e conhecimento que apoiou a Comissão Europeia na implementação da Agenda Digital , nomeadamente nas redes de nova geração.
Como membro do painel de alto nível para a avaliação do "AAL Joint Programme", aconselhou a União Europeia na temática do envelhecimento activo. Participou igualmente num painel de alto nível criado pela Comissária Europeia Neelie Kroes para apoiar a criação de solução tecnológicas inovadoras para uma vida mais independente e melhor para seniores, possibilitando a criação das “European Innovation Partnerships” e desenhando projectos piloto na indústria para a área do envelhecimento saudável e activo. 
Na temática da Inovação Social, foi co-autor do relatório sobre “Europe and Social Innovation” para a BEPA (Bureau of European Policy Advisers) e esteve envolvido desde o início e como uma das pessoas mais activas da "European Social Innovation Initiative (SIE)", iniciativa lançada a 16-17 de Março de 2011 pela Comissão Europeia. Reconhecendo o seu papel neste campo, Durão Barroso e a Comissão Europeia lançaram, a título póstumo, o “«European Social innovation prize Competition in memory of Diogo Vasconcelos». ec.europa.eu. Consultado em 23 de julho de 2012. Arquivado do original em 18 de junho de 2012”, um prémio para distinguir projectos na área da inovação social.
Foi igualmente membro de estruturas consultivas da Univerdade Católica do Porto e de grupos europeus de think tank, nomeadamente o Lisbon Council (Brussels) and European House-Ambrosetti (Milan). Foi igualmente membro, desde a ida para Londres, do ResPublica.
Foi, também,o co-fundador e membro do Conselho de Administração do European VentureClub, uma rede de empresas e conselheiros ligados a empresas de capital de risco e de business angels interessadas em investir e acelerar na internacionalização de startups Europeias com forte potencial. 